# Hrabstwo Butte (Idaho)
Hrabstwo Butte (ang. Butte County) – hrabstwo w stanie Idaho w Stanach Zjednoczonych. Obszar całkowity hrabstwa obejmuje powierzchnię 2233,59 mil² (5784,97 km²). Według szacunków United States Census Bureau w roku 2009 miało 2764 mieszkańców. Jego siedzibą administracyjną jest Arco.
Hrabstwo zostało ustanowione 6 lutego 1917 r. Nazwa pochodzi od wzgórz (ang. butte), które wznoszą się na tym obszarze. Pierwszym białym człowiekiem w tym regionie był w 1818 r. Donald Mackenzie.

## Miejscowości
- Arco
- Butte City
- Moore